# 2019年9月2日香港罷課集會
香港學界於2019年9月2日所舉行的三個罷課集會，分別為大專代表於香港中文大學舉辦的「九二罷課集會」、由職業訓練局學生所舉辦的「香港知專設計學院罷課集會」及香港眾志與青年反修例關注組於愛丁堡廣場的「中學生校外集會」，旨在要求政府回應民間的「五大訴求」。

## 經過

### 香港中文大學

#### 反對罷課人士破壞設施
於罷課集會開始前，一名身穿紅衣的中國大陸學生站上台，撕掉標語再與其他在場人士發生輕微肢體衝突。他其後被拉下台，在其他學生高喊「光復香港，時代革命」的同時，離開現場。

#### 宣讀聲明
下午3時前，大批身穿黑衣的學生已進入會場，另有些同學戴著頭盔和口罩，手上則拿著標語、布條等，裝備齊全。活動延至於下午3時45分開始後，包括中文大學等多所大學學生會組成的大專學界代表，共同在台上宣讀聲明，強調要以罷課明志，要求政府回應五大訴求。除了大學生外，中學生罷課籌備平台等代表陸續上台發言，現場站滿示威者。

### 香港知專設計學院
香港知專設計學院的罷課集會於學院地面的設計大道舉行。中午約12時，參與者於大道上聚集並呼籲更多同學參與罷課。

### 愛丁堡廣場
因不少學生選擇先回其校並參與校內罷課集會，香港眾志於上午宣佈集會延至中午12時30分，以等待更多學生下課後到場參與校外罷課集會。參加者大多穿著校服及戴上口罩，胸口掛上「香港加油」的布條。中學生反修例關注組核心成員司徒同學表示，一共逾4000人參與集會。出席嘉賓包括進步教師同盟成員吳美蘭、陳智聰和杏林覺醒成員黃任匡醫生等。

### 多間公立醫院集會或默站
中午時分，逾10間公立醫院有醫護人員發起集會或默站，譴責警方使用過份暴力，呼籲警方克制。包括將軍澳醫院、聯合醫院、廣華醫院、東區醫院、律敦治醫院、瑪嘉烈醫院、香港兒童醫院、九龍醫院、北區醫院、那打素醫院和威爾斯親王醫院等。其中瑪麗醫院有約400名醫護築人鏈連成「瑪麗之路」響應，期間高呼「黃藍是政見，黑白是良知」、「醫護市民，一起同行」等口號。

## 圖集

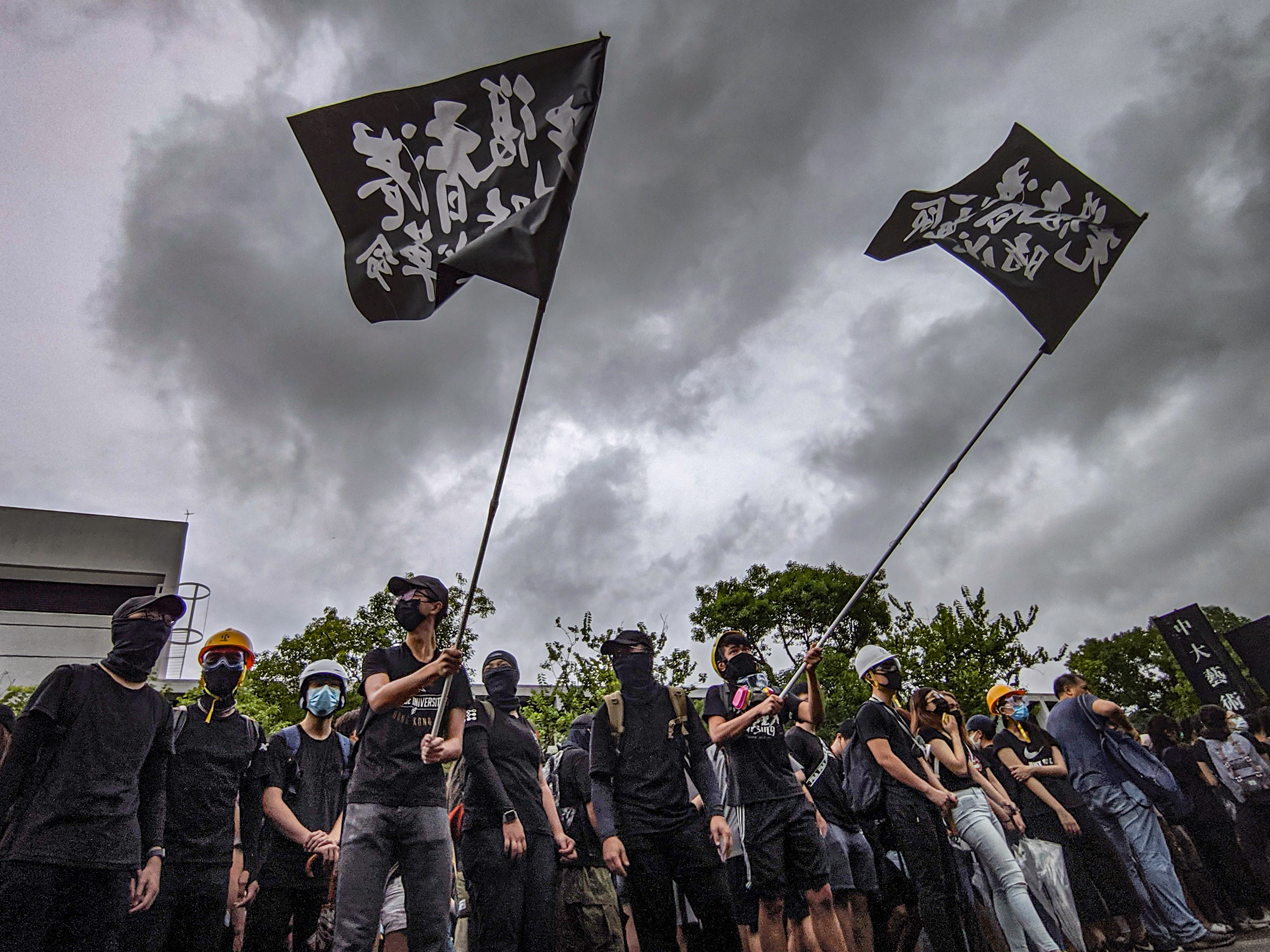
「光復香港，時代革命」旗於百萬大道飄揚
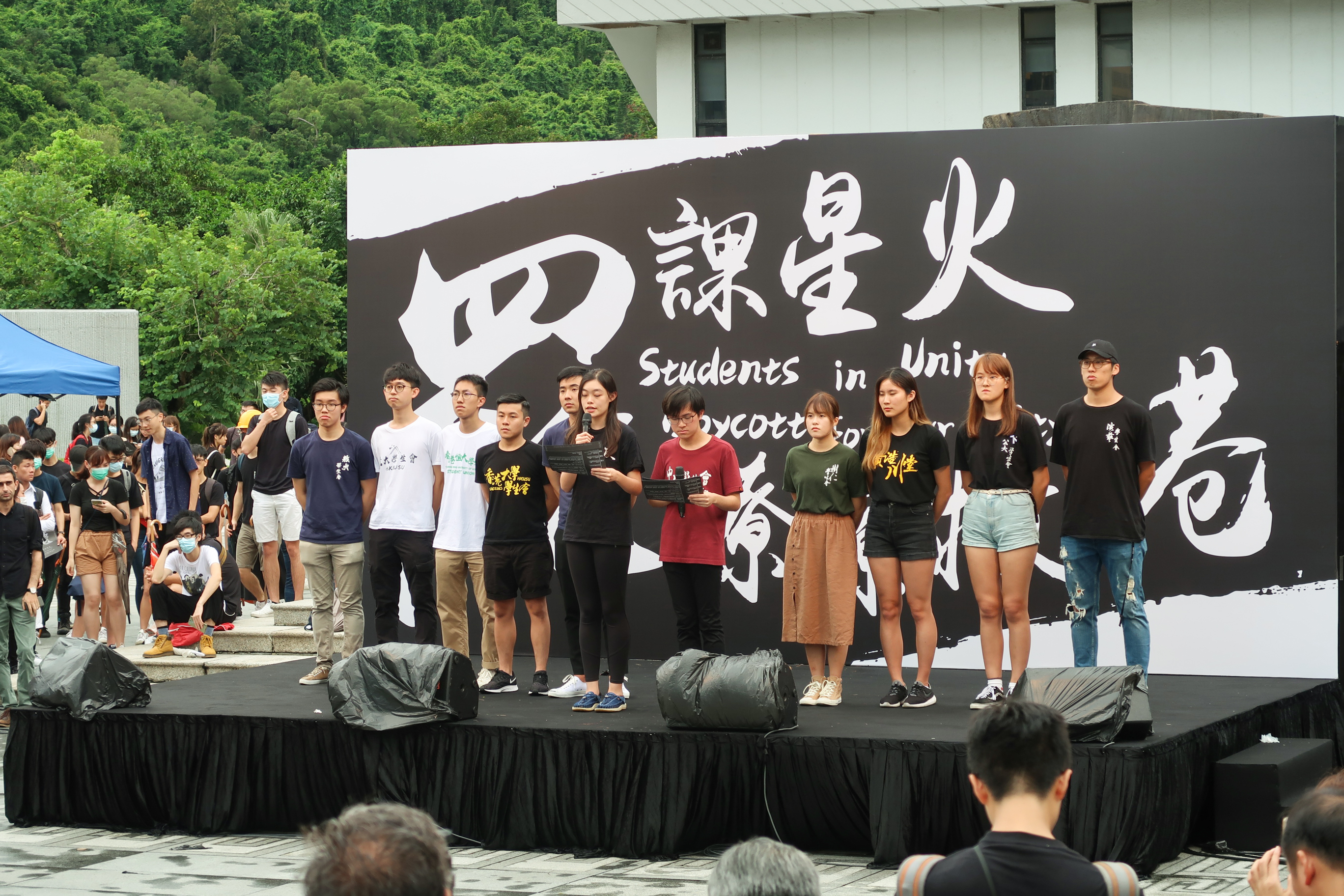
多間大專院校的代表宣讀罷課宣言
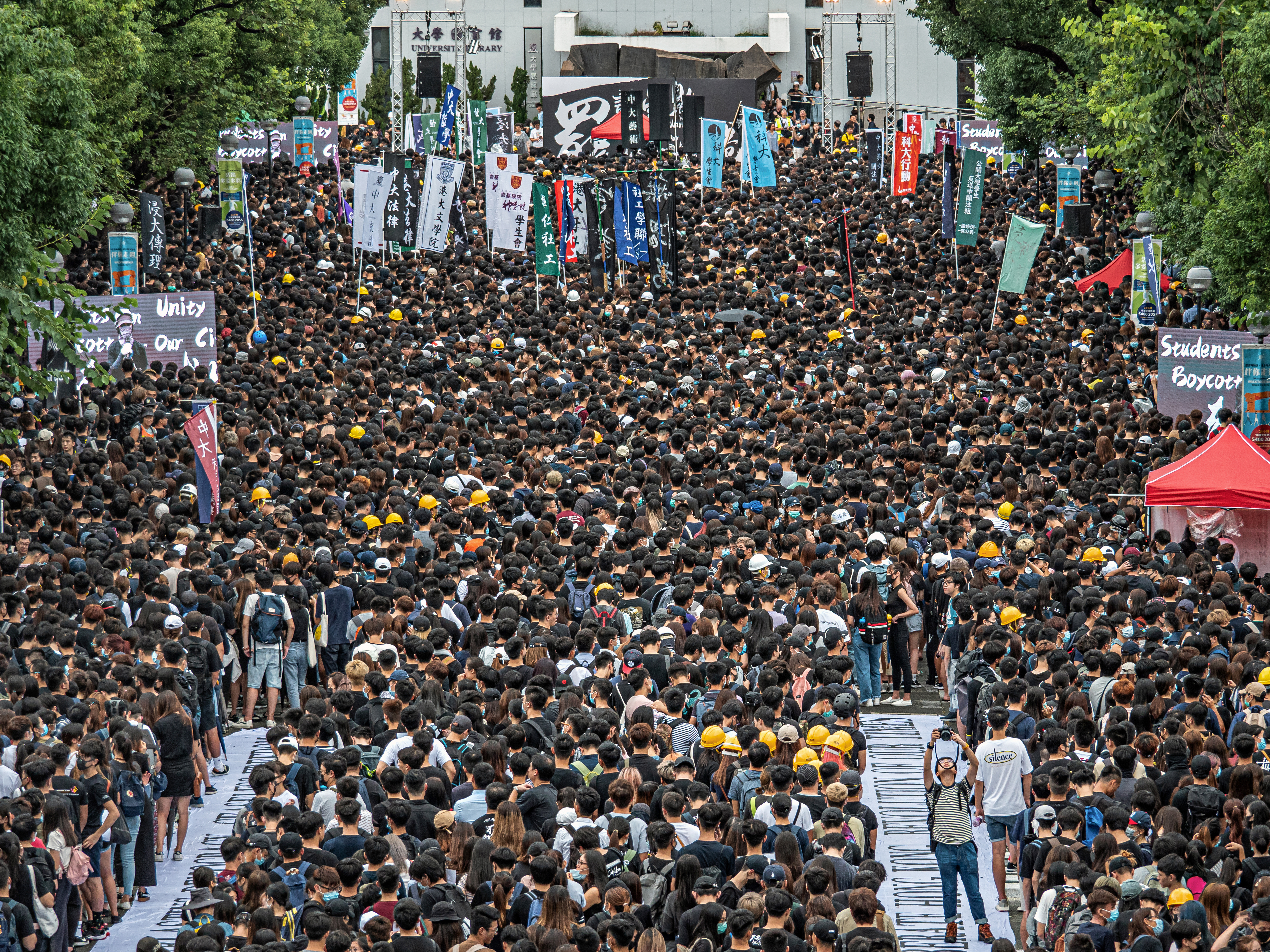
兩條寫上標語的白幡被放置於百萬大道上
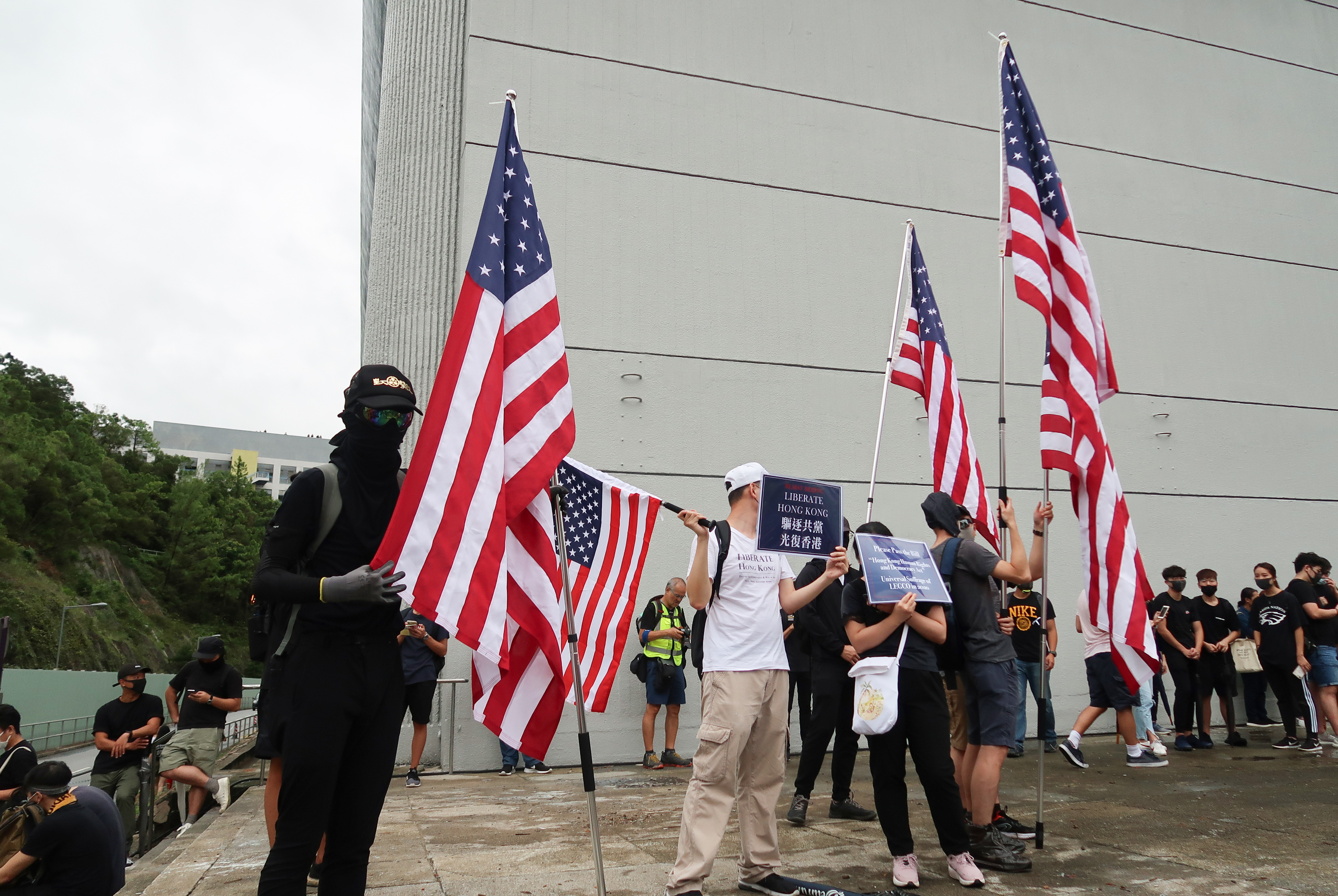
集會人士帶備美國國旗
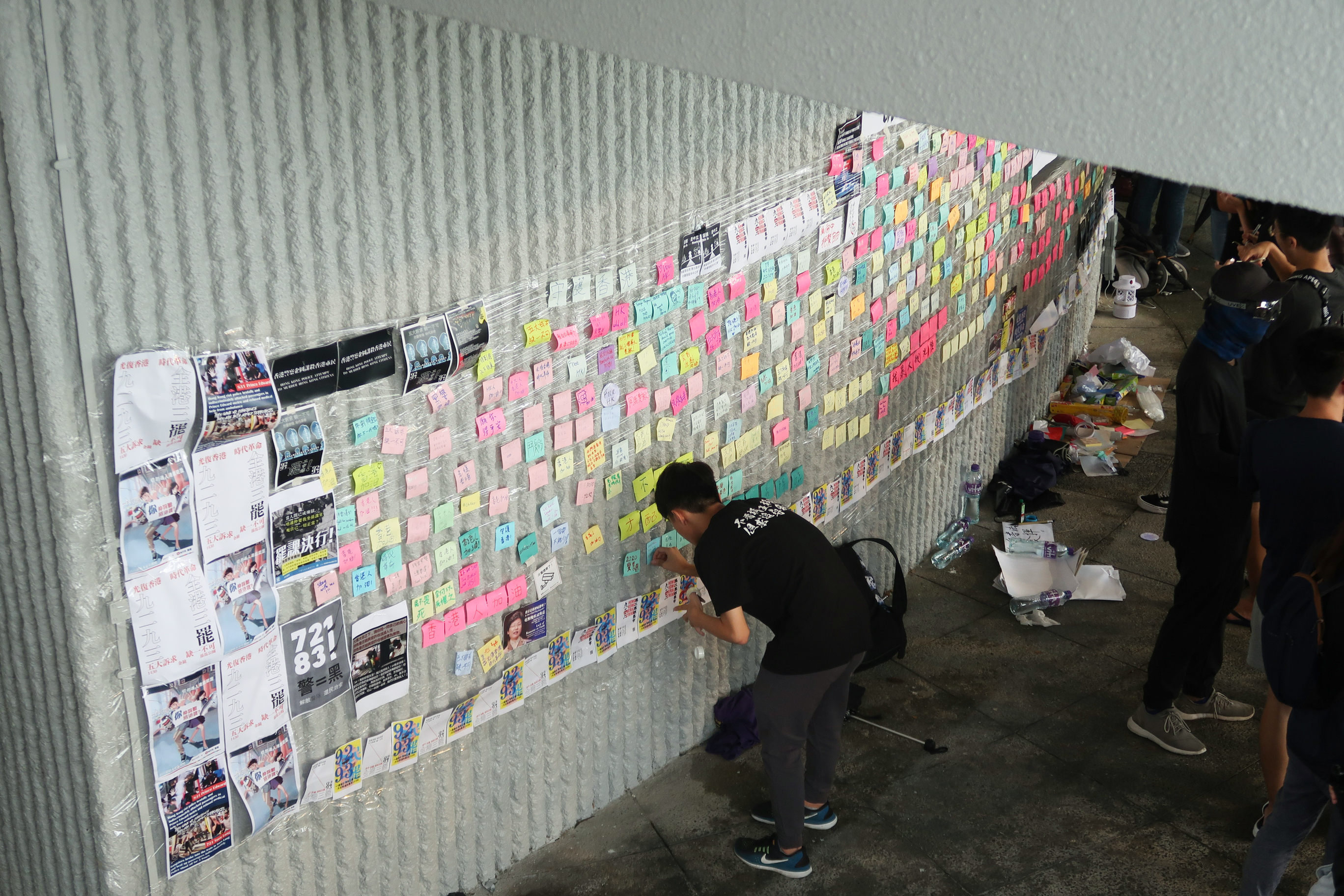
飯煲底下的連儂牆